# Epania subchalybeata
Epania subchalybeata là một loài bọ cánh cứng trong họ Cerambycidae.